# Грег Маффей
Грег Маффей (англ. Greg Maffei, 24 травня 1960, [де?] — американський бізнесмен. Він є президентом та головним виконавчим директором Liberty Media та головою Live Nation Entertainment, Sirius XM та TripAdvisor. Він є головою Starz і Expedia, а також колишнім фінансовим директором Oracle та Microsoft.

## Життєпис
Грег Маффей народився 24 травня 1960 року. Він отримав бакалавра мистецтв (Bachelor of Arts program, AB) з Дартмутського коледжу та магістра ділового адміністрування (Master of Business Administration, MBA) в Гарвардській бізнес-школі, де він був науковим співробітником Baker Scholar.

### Ділова кар'єра
Маффей був головою правління Starz та директором Barnes & Noble, Citrix, DIRECTV, Dorling Kindersley, Electronic Arts та Coffee Starbucks. [3] Він також був президентом та фінансовим директором Oracle, головою, президентом та генеральним директором 360networks, фінансовим директором Microsoft та головою правління Expedia.
Маффей приєднався до «Liberty Media» у 2005 році. Він виступає як його президент та виконавчий директор, а також президент та виконавчий директор Liberty Interactive Corporation та його різні відокремлені організації. Він також виконує обов'язки голови правління компаній, пов'язаних із Liberty, Live Nation Entertainment, Sirius XM та TripAdvisor, а також директором Chartery Communications, Liberty Broadband, Liberty TripAdvisor та Zillow.
Маффей керував командою в перетворенні цих компаній, щоб конкурувати в епоху цифрових мобільних пристроїв разом з головою Джоном К. Мелоуном.
Liberty Media володіє засобами масової інформації, комунікаціями та розважальними компаніями, включаючи дочірні компанії Formula 1, Sirius XM та Atlanta Braves, і зацікавлені в житті Nation Entertainment. Liberty Interactive володіє бізнесом цифрової комерції, включаючи дочірні компанії QVC, Zulily та Evite, а також інтереси Interval Leisure Group, FTD, LendingTree та HSN. Крім того, Грег виступає в ролі президента та головного виконавчого директора Broadband Broadband, а також голови та виконавчого директора Liberty TripAdvisor, які були відключені від Liberty Media та Liberty Interactive відповідно до 2014 року. Широкосмугова свобода полягає в основному в частці в комунікаціях Charter Communications та Liberty TripAdvisor, що володіє контрольний пакет акцій TripAdvisor. Акції «Свободи» постійно забезпечували великі прибутки акціонерам, для яких «Ліберті Медіа» в жовтні 2016 року була названа «Барроном». Liberty Media посіла 5 місце у 2017 році компанії Fortune, що найбільше захопилася світовими компаніями в галузі медіа та індустрії розваг.
Маффей є віцеголовою Опікунської ради Дартмутського коледжу, є головою фінансового комітету та є членом Ради з міжнародних відносин. Раніше він був президентом Опікунської ради Публічної бібліотеки Сіетла.
До приходу в Liberty Media Маффей був президентом і фінансовим директором Oracle, головою, президентом і генеральним директором 360networks, фінансовим директором Microsoft і головою ради Expedia. Маффей був головою ради Starz і директором Barnes & Noble, Citrix, DIRECTV, Dorling Kindersley, Electronic Arts і Starbucks Coffee.

### Особисте життя
Грег Маффей живе в Колорадо разом з дружиною та дітьми.
Він пожертвував 250 000 доларів інавгураційному комітету Дональда Трампа.